# Paolo Conte
Paolo Conte (* 6. ledna 1937) je italský zpěvák, klavírista a skladatel proslulý díky svému nezaměnitelně zvučnému hlasu. Jeho skladby jsou svou atmosférou podobné hudbě frankofonních zpěváků (jako například Jacques Brel nebo Georges Brassens) a mají mnohdy lehce melancholické texty.

## Biografie
Svou kariéru začal jako doprovodný hráč na vibrafon v místních kapelách (Saint Vincent Jazz Festival). Brzy začal skládat se svým bratrem Giorgio Conte, později pak sám své vlastní písně. Sólovou kariéru začal v roce 1974 vydáním LP, jehož název byl prostě Paolo Conte. Od té doby vydal přes dvacet dlouhohrajících alb, k nejvýznamnějším patří Un gelato al limon, Appunti di viaggio, dvojalbum Aguaplano či v roce 1990 deska Parole D'Amore Scritte a Macchina, která se těšila značnému úspěchu v celé Evropě. Oficiálně vydaná kompilace největších hitů nese název The Best of Paolo Conte.
Některé z jeho skladeb byly použity ve filmech, například píseň "Come Di" ve snímku  Mickovy modré oči  (1999), "Vieni via con me" ve Francouzský polibek (1995) , Recept na lásku (2001), Bombakšeft (2002), "Sparring Partner v ''5x2" a "Fritz" v reklamě na Coca Colu, která byla široce vysílána v amerických kinech na začátku roku 2006.
Jeden z jeho největších hitů Azzurro (1968, interpretovaný A. Celentanem a později mnohými dalšími umělci) byl "přivlastněn" oddanými fanoušky italské fotbalové reprezentace a nazýván "gli azzurri" a stal se jakousi neoficiální hymnou mistrovství světa ve fotbale roku 2006.

## Diskografie
- Paolo Conte (1974)
- Paolo Conte (1975)
- Un gelato al limon (1979)
- Paris milonga (1981)
- Appunti di viaggio (1982)
- Paolo Conte (1984)
- Concerti (1985, live)
- Aguaplano (1987, dvojalbum - japonská verze byla vydána na dvou samostatných CD, druhé pod názvem Jimmy Ballando)
- Paolo Conte Live (1988, live)
- Parole d'amore scritte a macchina (1990)
- Wanda, stai seria con la faccia ma però (1992, compilation)
- '900 (1992)
- Tournée (1993 live)
- Una faccia in prestito (1995)
- The best of Paolo Conte (1996, compilation)
- Tournée 2 (1998 live)
- Razmataz (2000)
- Reveries (2003, compilation)
- Elegia (2004)
- Paolo Conte Live Arena di Verona (2005, live)
- Wonderful (2006, compilation)
- Psiche (2008)
- Nelson (2010)